# Jerzy Kahané
Jerzy Kahané (ur. 27 maja 1901 w Warszawie, zm. 11 lipca 1941 w Pirnie) – duchowny Kościoła Ewangelicko-Augsburskiego, działacz polski na Górnym Śląsku i na Pomorzu, redaktor, ofiara narodowego socjalizmu.

## Życiorys
Absolwent Gimnazjum im. Mikołaja Reja w Warszawie. W 1921 jako ochotnik walczył podczas wojny polsko-bolszewickiej w 21 pułku piechoty. W 1927 ukończył studia na Wydziale Teologii Ewangelickiej Uniwersytetu Warszawskiego i 28 stycznia 1928 został ordynowany na duchownego. Był katechetą w Państwowym Seminarium Nauczycielskim w Działdowie na polskim skrawku Mazur, jednocześnie wspomagając pracę parafii w Mławie, Starej Iwicznej i Radzyminie. W latach 1929–1931 był administratorem polskich zborów ewangelickich w Bydgoszczy, Grudziądzu (był jego współorganizatorem), Tczewie (zorganizowanego w 1930 we współpracy z Henrykiem Kliemem) i Toruniu.
Od 1 listopada 1931 do 31 maja 1933 był pomocniczym kapelanem wyznania ewangelicko-augsburskiego Okręgu Korpusu Nr I. Zweryfikowany w stopniu kapelana ze starszeństwem z dniem 1 grudnia 1931 roku w duchowieństwie rezerwy wyznania ewangelicko-augsburskiego.
Następnie został prefektem w Katowicach. Uczył również w gimnazjum w Chorzowie. Związany z Towarzystwem Polaków Ewangelików na Górnym Śląsku, pisał na łamach Ewangelika Górnośląskiego (był wraz z ks. Ryszardem Danielczykiem jednym z redaktorów) i w innych publikacjach, aktywnie wspierając polską mniejszość w tamtejszym Kościele Ewangelicko-Unijnym (Kościół Ewangelicko-Unijny na Polskim Górnym Śląsku). Od 1937 proboszcz parafii w Gdyni, gdzie zaktywizował pracę kościelną, nawiązał bliskie kontakty z miejscowym duszpasterzem marynarzy szwedzkich ks. Danielem Cederbergiem i czynił przygotowania do budowy świątyni, którą zamierzał także udostępniać katolikom. Na łamach bydgoskiego „Przeglądu Ewangelickiego” opublikował szereg artykułów o tematyce związanej z polskim Wybrzeżem. Administrował polskimi zborami w Tczewie i Starogardzie Gdańskim. Był współzałożycielem Towarzystwa Ewangelików Polaków im. ks. Krzysztofa Celestyna Mrongowiusza w Wolnym Mieście Gdańsku, gdzie 11 listopada 1938 wznowił odprawianie nabożeństw w języku polskim.
Podczas okupacji niemieckiej w listopadzie 1939 został wysiedlony do Warszawy. W lutym 1940 został aresztowany przez Gestapo i osadzony w obozach Stutthof i Sachsenhausen. Zamordowany wraz z transportem inwalidów w komorze gazowej w Zamku Sonnenstein. Symboliczna mogiła znajduje się na cmentarzu ewangelicko-augsburskim w Warszawie (aleja 25, grób 13). Był żonaty z Dagmarą z d. May (zm. w 1988 r. w Toruniu), córką ks. Leona Witolda Maya (1874–1940) z Tomaszowa Mazowieckiego, seniora diecezji piotrkowskiej, zamordowanego przez Niemców w 1940 w obozie w Dachau.